# Paul Jaray

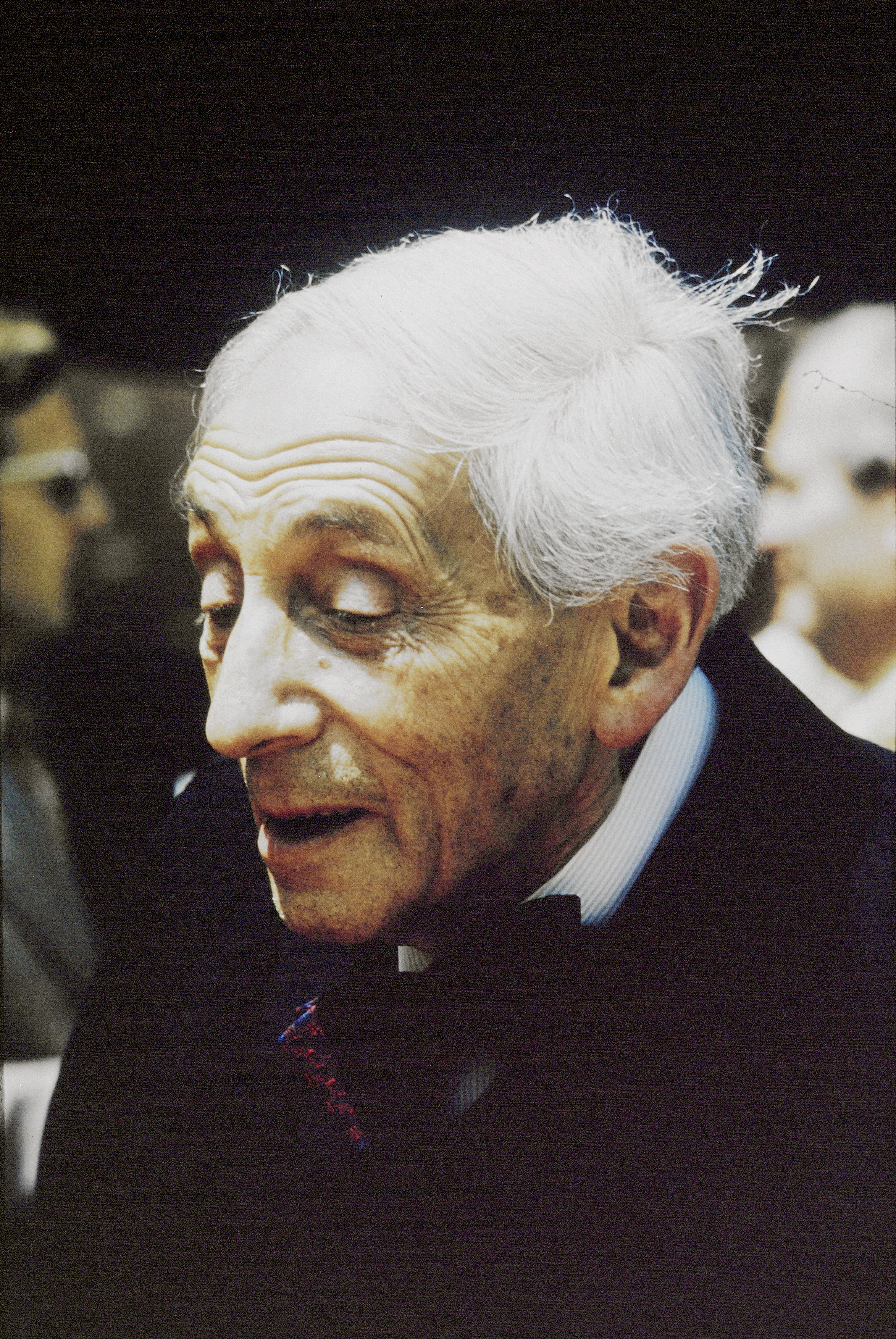
Paul Jaray (in den 1960er/1970er Jahren)

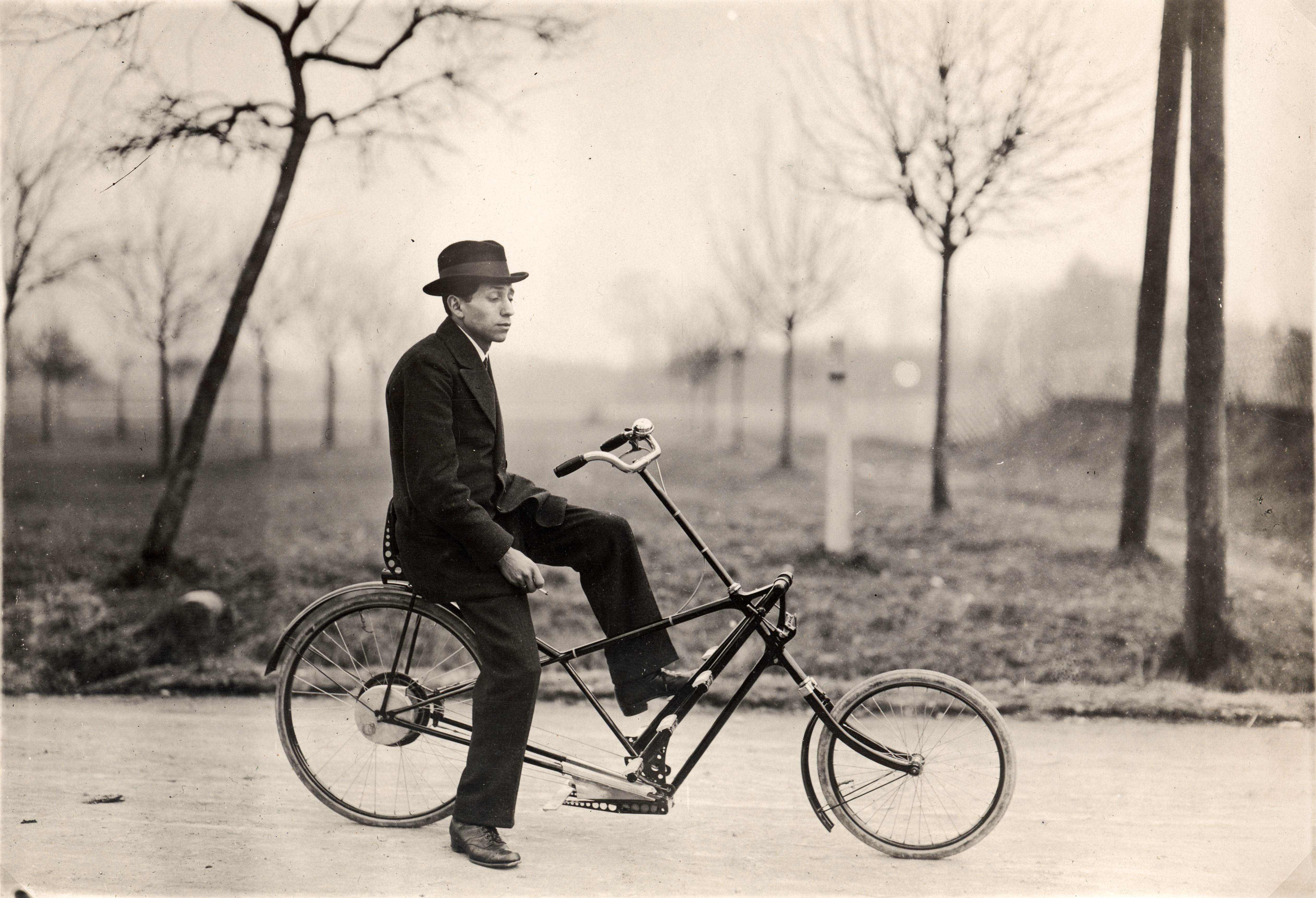
Paul Jaray auf seinem J-Rad, ca. 1921

Paul Jaray (* 11. März 1889 in Wien; † 22. September 1974 in St. Gallen) war ein österreichischer Ingenieur und Aerodynamiker. Er erwarb sich mit der Gestaltung wissenschaftlich begründeter Stromlinienkarosserien bleibende Verdienste.

## Leben
Paul Jaray wurde als fünftes Kind des jüdischen Kaufmanns Adolf Járay (bis 1869: Jeiteles) aus Temesvár und der Therese Schönberg in Wien geboren. Er studierte Maschinenbau in Wien (ab 1906) und Prag (ab 1911) und kam 1912 nach Friedrichshafen, wo er als Chefkonstrukteur im Flugzeugbau Friedrichshafen tätig war. 1912 heiratete er Olga Jehle, Tochter eines Friedrichshafener Arztes, mit der er drei Kinder hatte, darunter der spätere Architekt Werner Jaray. Jarays Schwägerin Bartha heiratete 1919 seinen Kollegen, den Zeppelin-Konstrukteur Karl Arnstein.
Ab 1914 arbeitete Jaray bei Zeppelin im Luftschiffbau, wo er an der Entwicklung der Typen LZ 38 bis LZ 126 beteiligt war. Dort forschte er im Bereich Aerodynamik, ein Thema, das ihn jahrzehntelang weiter beschäftigte. Seine Erkenntnisse beeinflussten die Luftfahrt, den Automobilbau und die Fahrradtechnik. 1917 konvertierte er zum Katholizismus. Ab 1923 lebte er in der Schweiz. Zunächst betrieb er ein Ingenieurbüro in Brunnen, von wo aus er als Berater für die britische Regierung zum Thema Luftschiffe arbeitete. Ab 1925 fertigte er Lizenzbauten des Radioempfängers Alaphon, ab 1932 eigene Radios bei der Radiodienst und Radiobau AG in Luzern. 1937 verließ er seine Frau und die Kinder. Im Jahr 1941 wurde er technischer Leiter bei Flugzeugbau Farner AG in Grenchen, ab 1944 arbeitete er bei G. Naef Flugmechanik in Fischenthal. Die Ehe mit Olga Jaray wurde 1945 geschieden, im selben Jahr heiratete er seine zweite Frau Martha Steiner, geschiedene Bernays. 1950 lebte er in Kempten (Schweiz), wo seine zweite Frau 1968 verstarb. Etwas später heiratete er in dritter Ehe Marguerite Leuenberger. Paul Jaray starb am 22. September 1974 in St. Gallen.

## Luftfahrt
Paul Jaray interessierte sich bereits früh für die Luftfahrt. Bereits 1912 meldete er ein Patent für ein Flugzeug mit freitragenden Flügeln an – eine Erfindung, die er aber nicht weiter verfolgte. Bei Zeppelin baute er 1919 einen Windkanal und untersuchte die Strömungseigenschaften der Luftschiffe. Das Ergebnis dieser Forschungen waren die Zeppeline LZ 120 „Bodensee“ und LZ 121 „Nordstern“. Diese beiden waren die ersten vollständig stromlinienförmig gebauten Luftschiffe und basierten maßgeblich auf den Erkenntnissen von Paul Jaray. Bei diesen Zeppelinen war der Tragkörper tropfenförmig statt wie vorher zylinderförmig gestaltet. Jaray entwickelte den Spähkorb zur Peilgondel. Zeitlebens – auch nach dem schweren Unglück des Luftschiffs LZ 129 „Hindenburg“ vom 6. Mai 1937 im US-amerikanischen Lakehurst – setzte sich Jaray für die Idee der kommerziellen Luftschifffahrt ein.

## J-Rad
1919 entstand die erste Handskizze über ein «Fahrzeug mit Fußhebelantrieb», ein Trethebelrad, das J‑Rad, im Volksmund auch als „Jaray-Rad“ bezeichnet. Den Anstoß zur Entwicklung des J‑Rades im Jahre 1919 gaben wahrscheinlich die ersten Fahrversuche von Paul Jarays Kindern auf gebräuchlichen Rädern.
Der Antrieb erfolgt nicht über eine konventionelle Fahrradkette, sondern über Drahtseile und Trethebel (kettenlos). Die lange Bauform und die niedrigere Sitzposition ermöglichten eine gute Straßenlage und einen geringen Luftwiderstand. Das J‑Rad wurde der Kategorie Sesselrad zugeordnet.
Hergestellt wurde das J-Rad ab 1921 bei den Hesperus-Werken in Cannstatt (Stuttgart) in drei verschiedenen Rahmenformen. Die Produktion wurde aber nach ca. 4000 Stück bereits 1923 wieder eingestellt. Nach mündlicher Überlieferung soll „wegen tödlicher Unfälle infolge Materialfehler“ sowie „ein Gerichtsverfahren“ die Produktion eingestellt worden sein. Diese Aussage konnte bis heute nicht belegt werden.

## Automobilbau
Jaray meldete am 8. September 1921 beim Reichspatentamt in Berlin ein Patent für eine stromlinienförmige Automobilkarosserie an. Wegen Patentstreitigkeiten wurde seinem Antrag erst 1926 als DRP 441618 stattgegeben:
Der untere Teil des Karosseriekörpers hat die Form eines halben Stromlinienkörpers und überdeckt das Chassis mit den Rädern, den Motorraum und den Fahrgastraum. Die Unterseite ist eben und verläuft parallel zur Bodenfläche. Auf diesen Hauptteil ist ein wesentlich schmalerer Stromlinienkörper gesetzt, der von einer fachwerkartigen Konstruktion getragen wird, die ihrerseits auf dem Chassis aufgebaut ist.
Die Jaray’sche Karosserie gestaltete bereits die Grundform heutiger Automobile: Die Front ist abgerundet und das Heck spitz zulaufend.

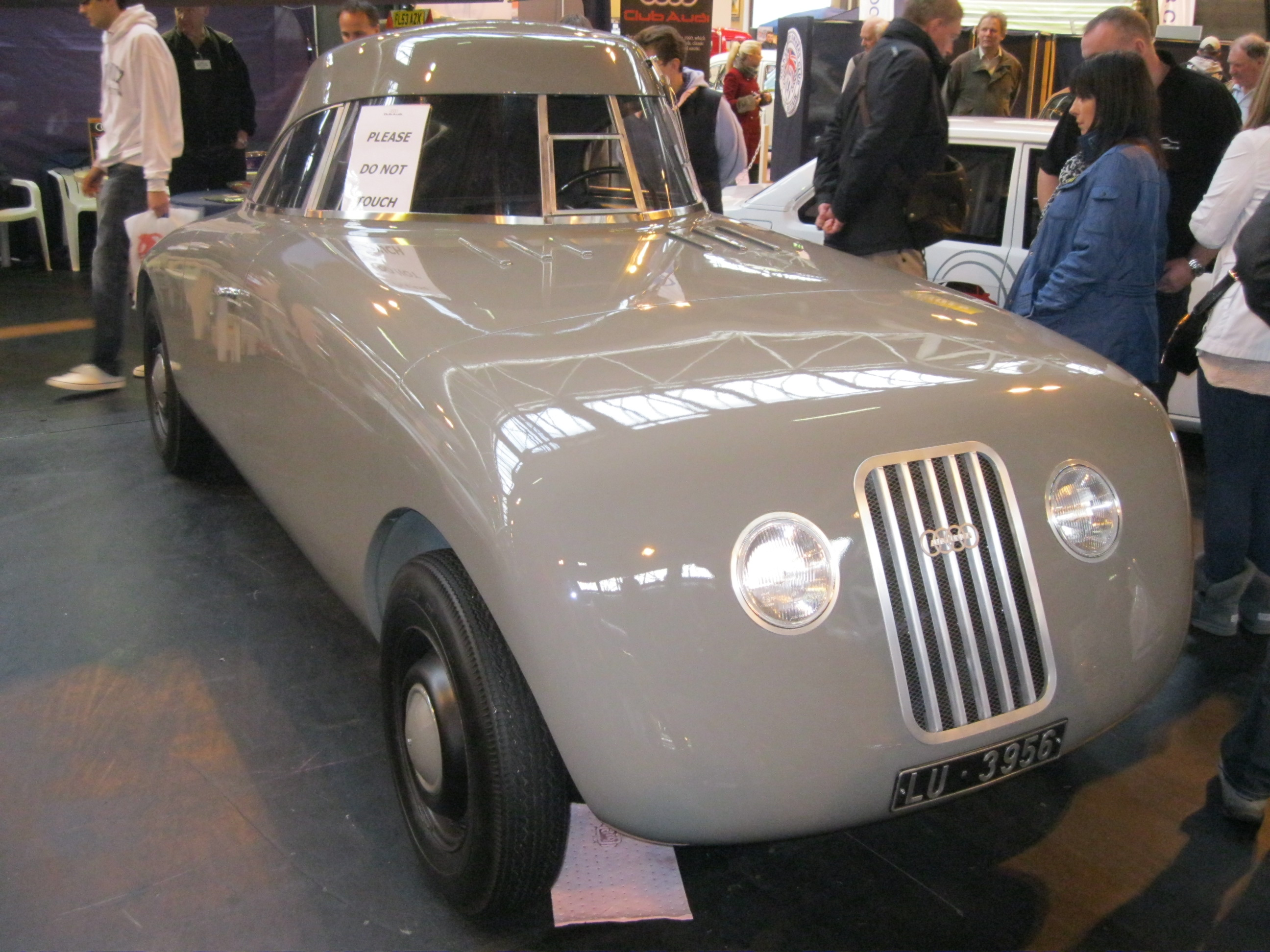
Audi-Jaray-Stromlinienfahrzeug

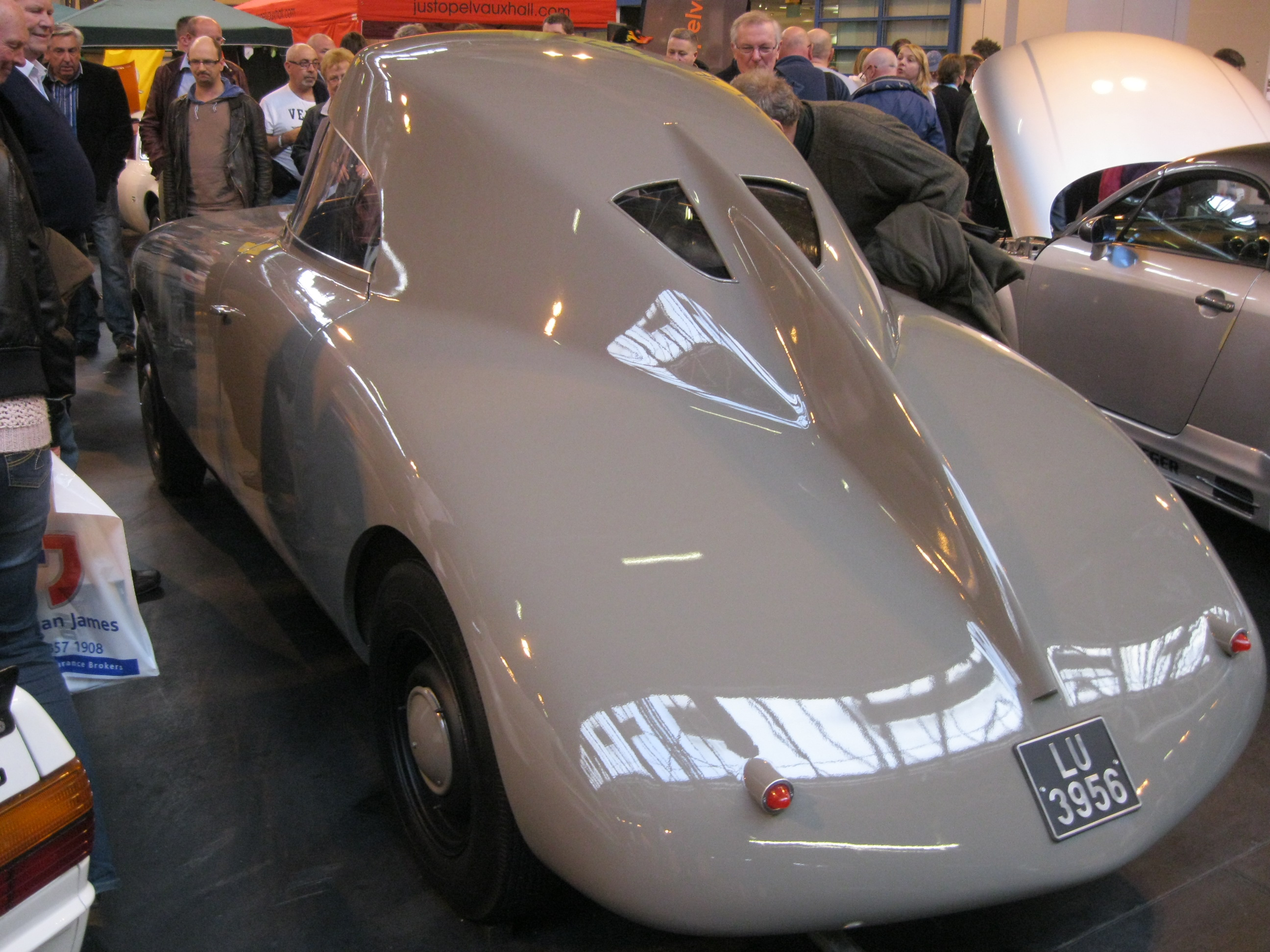
Audi-Jaray-Stromlinienfahrzeug

Sowohl Jarays aerodynamisch optimierte Form als auch das Konstruktionsprinzip der unzerklüfteten Form waren ihrer Zeit voraus. Beim Publikum und der Tagespresse wurden die Fahrzeuge mit der damals außergewöhnlichen Optik vielfach verspottet. Die Fachpresse dagegen erkannte den Wert von Jarays Erfindung und prüfte mit eigenen Tests die vorhergesagten Vorteile. Im Gegensatz zum exzentrischen Rumpler hatten die Jaray-Wagen den Vorteil, dass sie die komplette Mechanik handelsüblicher Automobile verwenden konnten. Unterstützt durch die Automobilfirma Rud. Ley wurden für das erste 1922 nach Jaray gebaute Fahrzeug, den Ley T6, folgende Daten ermittelt: Kraftstoffeinsparung: 41 %, Leistungssteigerung 60 %. Steigerung der Geschwindigkeit: 40 %. Ein bedeutender Vorteil der Jaray-Karosserie war auch die wesentlich geringere Staubaufwirbelung, die bei normal karossierten Fahrzeugen nicht unbeträchtlich war. Diese allein durch die Verwendung einer Stromlinienkarosserie erreichten Werte wurden gemessen, obwohl die Anfang der 1920er Jahre gefahrenen Geschwindigkeiten gegenüber heute sehr gering waren. Der Ley T6 erreichte mit Standardkarosserie etwa 80 km/h, während das gleiche Fahrzeug mit Jaray-Karosserie 105 km/h erreichte. Der 1939 im Stuttgarter Windkanal gemessene cw-Wert des ersten Jaray-Ley-Versuchsfahrzeuges betrug 0,245 – ein Wert, den ein Serienfahrzeug erst im Jahr 2014 erreichte.
Dem Ley T6 folgten der Audi Typ K und der Dixi G7. Mit diesen drei Fahrzeugen bestritt Jaray Werbefahrten durch die Schweiz und Deutschland. Ein 1923 von Ley gebautes Jaray-Rennfahrzeug errang diverse Erfolge, selbst bei Bergzeitfahrten wie dem populären Gabelbachrennen. Der Audi Typ K hatte einen 3560 cm³ großen und 50 PS (37 kW) starken Vierzylindermotor und erreichte mit serienmäßiger Karosserie eine Geschwindigkeit von 95 km/h, mit Jaray-Karosserie bereits 130 km/h. Beim Dixi G7, der einen 1568 cm³ großen und 24 PS (18 kW) starken Motor hatte, steigerte die Stromlinienform die Maximalgeschwindigkeit von 80 km/h auf 100 km/h.
Die Apollo-Werke unter dem Chefkonstrukteur Karl Slevogt lieferten 1924–1925 drei Typ Apollo Sport 4/20PS auf Kundenwunsch auch mit einer Jaray-Stromlinienkarosserie aus (konstruiert 1923 im Auftrag von Apollo); Preis in dieser Ausführung 8500 Mark.
Aufgrund der damaligen technischen Mittel, vor allem aber durch die in den krisengeschüttelten 1920er Jahren nicht erreichbaren Stückzahlen war an eine wirtschaftliche Serienfertigung von Karosserien nach Jaray nicht zu denken. Es blieb zunächst bei Einzelfertigungen auf Chassis nahezu aller namhaften Fahrzeughersteller.
Erst Jahre später setzten sich Jarays Ideen durch – vorerst für Rennfahrzeuge (Silberpfeile), dann aber auch für handelsübliche PKW, die autobahntauglich werden mussten. Das erste Serienfahrzeug war 1934 der Tatra 77. Eine Weiterentwicklung, der 1937 von Hans Ledwinka gebaute Tatra 97, war ein direkter Vorläufer des VW-Käfers. Jarays wesentlicher Beitrag zur Stromlinienform wurde von dem Ingenieur Christian Binnebesel in seiner Dissertation aus dem Jahr 2008 wissenschaftlich dargestellt.
Jarays Karosserieformen – im Laufe der Jahrzehnte immer weiter verfeinert – und sein Konstruktionsprinzip der unzerklüfteten Form (alle Teile wie Scheinwerfer, Räder, Kotflügel sind in einen geschlossenen Stromlinienkörper integriert; der Wagenboden ist geschlossen) prägen nach wie vor Gestaltung und Konstruktion heutiger Fahrzeuge. Sein Patent wurde Jaray von den Nationalsozialisten gestohlen, da es der damaligen totalitär herrschenden Diktatur in Deutschland unerträglich erschien, diese programmatisch futuristischen Karosserien, die mit der Schaffung nationalistischer Mythen verbunden sein sollten, einem Juden zuzuschreiben. Mit dem als Lucca-Wagen bekannt gewordenen Silberpfeil der Auto Union AG wurden 1935 mit Hans Stuck Weltrekordversuche unternommen.
Paul Jaray starb verarmt und auch von der Automobilindustrie vergessen.
Testamentarisch hat er der ETH Zürich eine Vielzahl Manuskripte und Objekte hinterlassen.

## Ausstellungen
- Architecture of Speed: Paul Jaray and the Shape of Necessity, Venedig, 6. November 2021 bis 30. Januar 2022
- Paul Jaray – Die Vernunft der Stromlinie: Kunsthaus Dahlem, Berlin, 29. April bis 3. September 2023

## Verweise
- Literatur von und über Paul Jaray im Katalog der Deutschen Nationalbibliothek
- Homepage zum J-Rad
- Audi Typ K mit Stromlinienkarosserie von Jaray
- Dixi G 7 mit Stromlinienkarosserie von Jaray
- Handschriften und Autographen der ETH-Bibliothek
- 78 Objekte aus dem Nachlass Paul Jaray in der Sammlung wissenschaftlicher Instrumente und Lehrmittel der ETH Zürich